# Driss Chraïbi
Driss Chraïbi (n. 15 iulie 1926, El Jadida, Maroc - d. 1 aprilie 2007, Drôme, Franța) a fost un scriitor marocan.

## Opere literare
- The Simple Past (1954) - nuvelă

- Butts (1955)
- From All Horizons (1956)
- The Crowd (1961)
- Heirs to the Past (1962)
- The Ass (1965)
- A Friend Is Coming To See You (1967)
- Mother Comes of Age (1972)
- The Flutes of Death (1981)
- The Mother of Springtime (1982)
- Birth at Dawn (1986)
- Inspector Ali (1991)